# کلیارخوس
کلیارخوس (به یونانی باستان: Kλέαρχoς) حدود ۴۰۱ قبل از میلاد - ۳۵۳ قبل از میلاد؛ یک شهروند هراکله در دریای اوکسین (دریای سیاه) بود که توسط توسط الیگارشی‌ها و تقاضای آنها در آن شهر از تبعید فراخونده شد و بعدها حاکم هراکله شد و بعد از او پسرش دیونیسیوس جانشین او شد

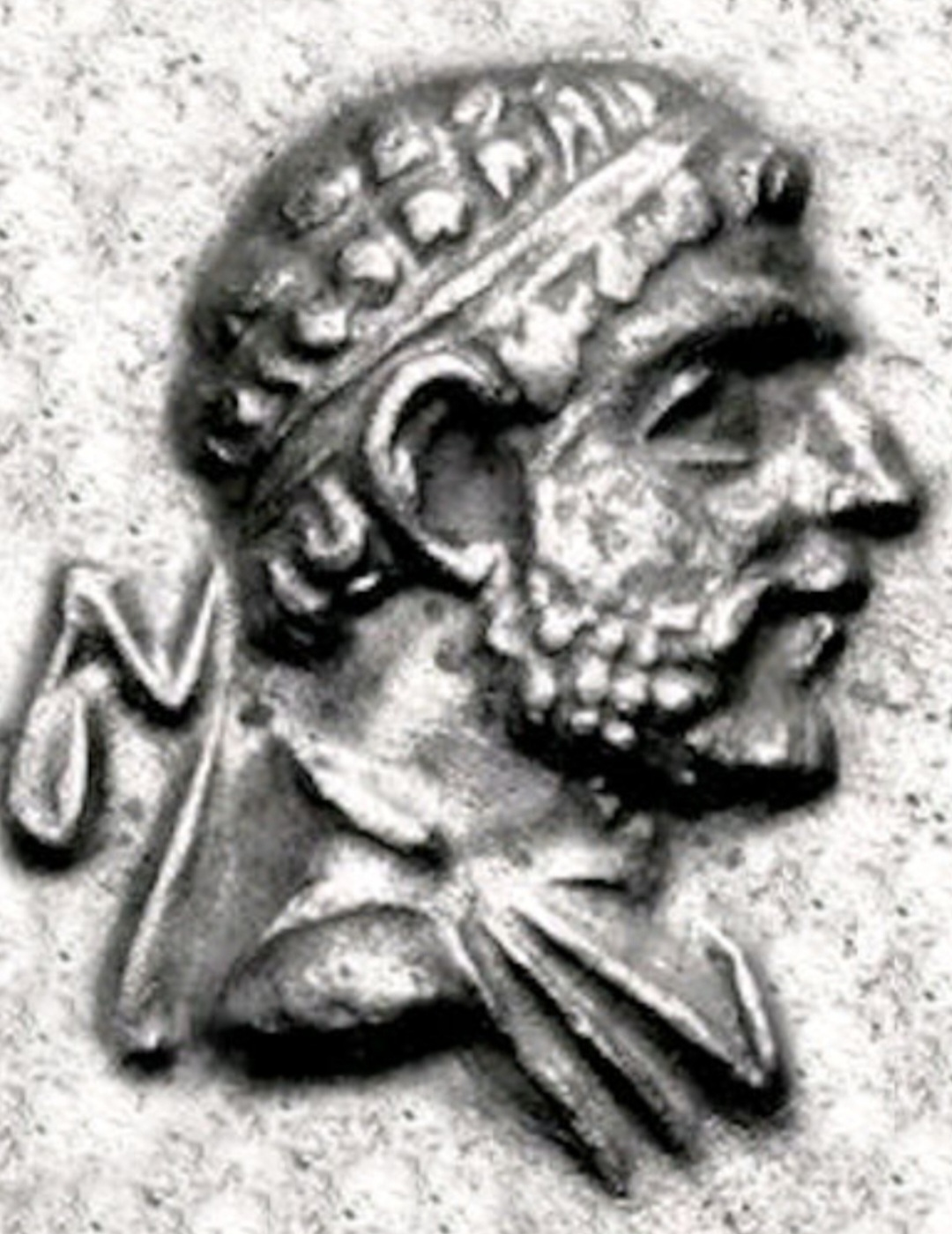
کلیارخوس حاکم هاراکلیا